# Râul Platorița
Platorița este un afluent al râului Șomuzul Mare.

## Hărți
- Harta județului Suceava